# Felician Myrbach

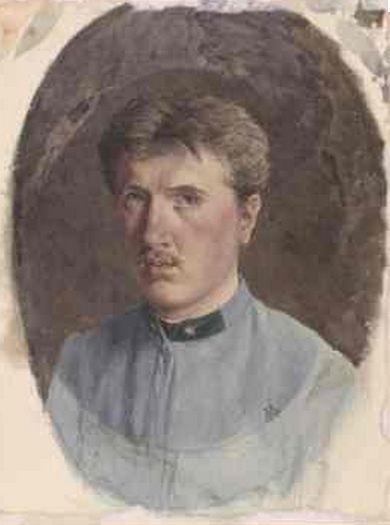
Felician Myrbach

Felician Myrbach (bis 1919 Freiherr von Rheinfeld; * 19. Februar 1853 in Zaleszczyki; † 14. Jänner 1940 in Klagenfurt) war ein österreichischer Maler, Grafiker und Buchillustrator.

## Leben

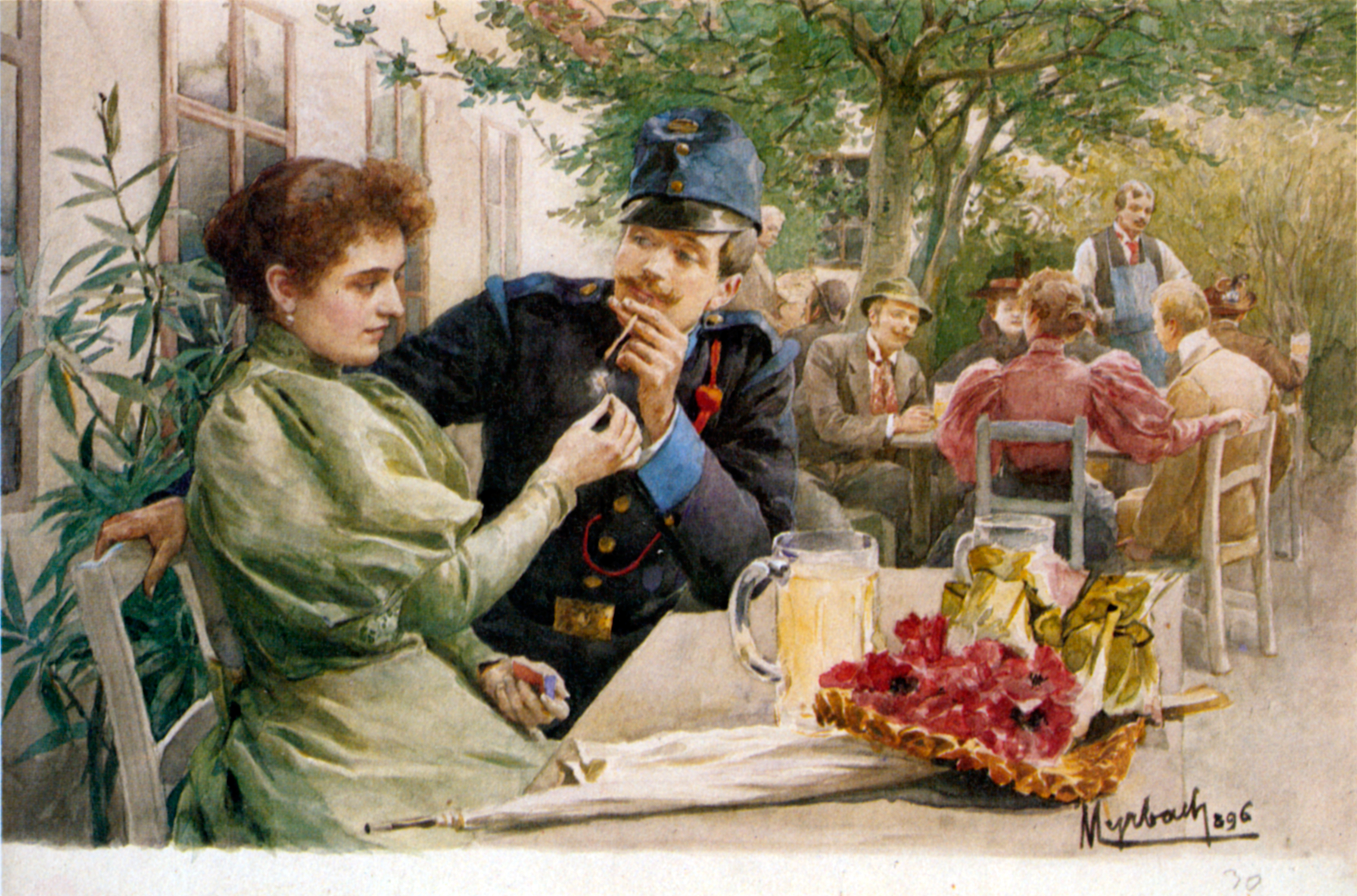
Im Wirthausgarten, 1896

Myrbach besuchte von 1868 bis 1871 die Militärakademie, war dann Zeichner am Militärgeographischen Institut und Zeichenlehrer an der Wiener Kadettenschule. Daneben studierte er an der Wiener Akademie der bildenden Künste.
Von 1881 bis 1897 lebte Myrbach in Paris als Buchillustrator, wobei er unter anderem die Werke Alphonse Daudets und Victor Hugos illustrierte. Ab 1897 lehrte er als Professor für Illustration an der Wiener Kunstgewerbeschule. Von 1899 bis 1905 wirkte er als deren Direktor. Obwohl selbst eher dem Realismus und den militärischen Sujets zugeneigt, öffnete Myrbach das „Institut der Wiener Moderne“ und gewann als Lehrer Josef Hoffmann, Alfred Roller, Kolo Moser, Rudolf von Larisch, Carl Otto Czeschka und Franz Cizek. 1903 war Myrbach Präsident der Wiener Secession, 1905 trat er mit der Klimt-Gruppe aus und ließ sich wegen Unstimmigkeiten pensionieren. Danach lebte er bis 1914 erneut in Paris, während des Ersten Weltkriegs in Spanien. 1936 kehrte er nach Österreich zurück.